# Elon Musk nézetei

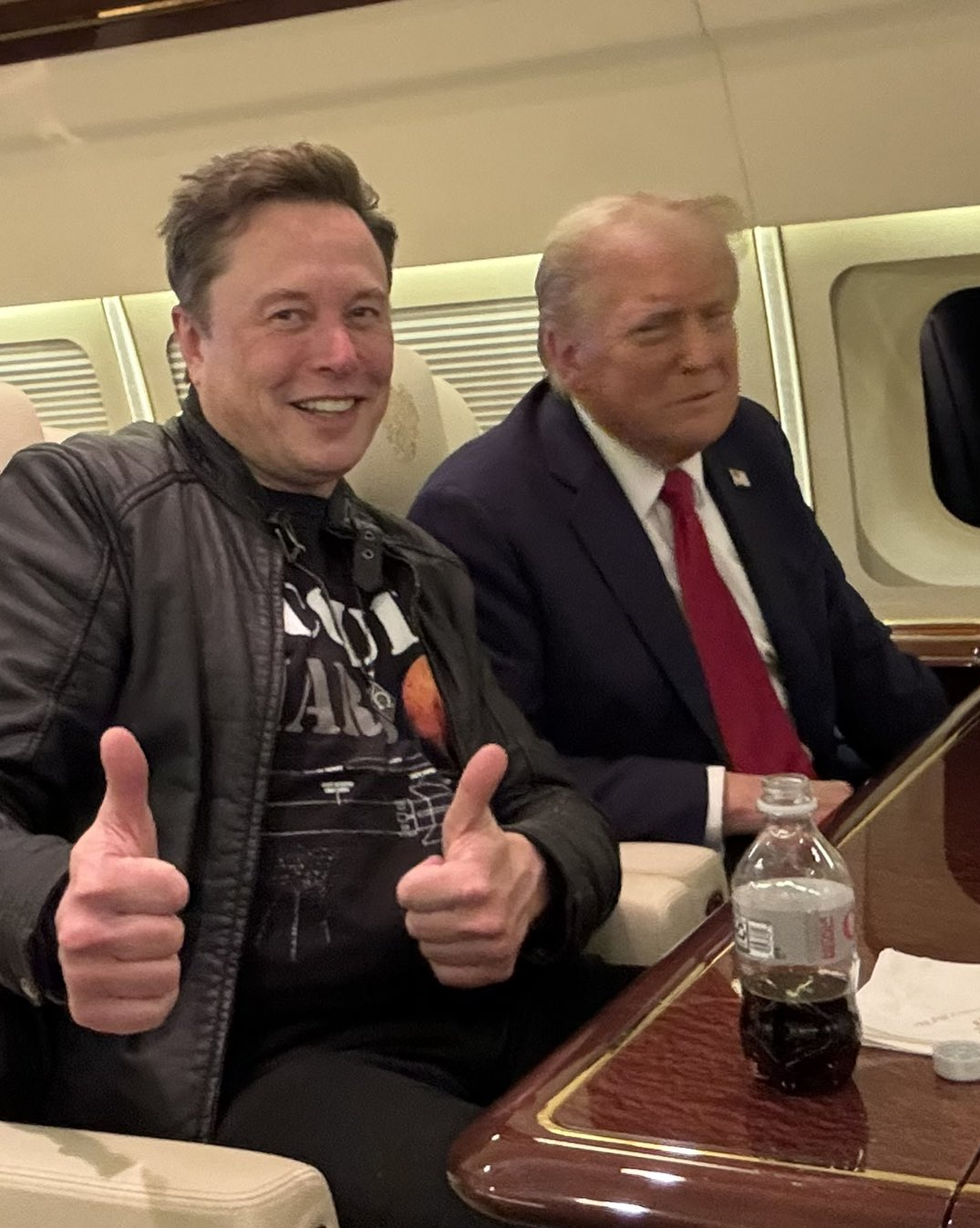
Elon Musk és Donald Trump

Elon Musk több vállalat tulajdonosa, ffa világ leggazdagabb embere]] és volt amerikai kormányzati alkalmazott. Elutasítva a konzervatív címkét, Musk magát politikai mérsékelteként írja le; nézetei az idő múlásával egyre jobboldalibbá váltak, és libertáriánusnak és szélsőjobboldalinak minősítik őket. A Twitter tulajdonosaként elnyomta a kritikusokat, és miután bekapcsolódott az európai politikába, nézetei néhány világvezető kritikáját váltották ki. Musk a tudománytól és a technológiától a vallásig és a filozófiáig terjedő témákról is kifejtette véleményét.
Az amerikai politika kontextusában Musk 2008-tól 2020-ig a demokratákra szavazott, majd 2022-ben átállt a republikánusokhoz, és 2024-ben támogatta Donald Trumpot, akivel korábban viszályban állt. „A szólásszabadság abszolutistájaként” azonosítja magát, és támogatja az egyetemes alapjövedelmet, a fegyvertartás jogát, a szén-dioxid-kibocsátás adóztatását és az H-1B vízumokat. Musk kritizálta a vagyonadót, a shortolást, az állami támogatásokat és a Wikipédiát, és aggodalmát fejezte ki a mesterséges intelligencia (AI) és az éghajlatváltozás által jelentett veszélyekkel kapcsolatban. Kritizálta a tömegközlekedést és a közlekedési rendszereket, elutasította a szakszervezeteket, és a születéspárti mozgalom híve. A 2020-as COVID-19-járvány idején Musk ellenezte a zárlatokat, amelyeket „fasisztának” nevezett, támogatta a kanadai konvoj tiltakozását a vakcina kötelező beadása ellen, és vitatott epidemiológiai állításokat tett.
Musk összeesküvés-elméleteket terjesztett és ellentmondásos kijelentéseket tett, amelyek rasszizmus, szexizmus, antiszemitizmus, transzfóbia, téves információk és dezinformáció terjesztése, valamint a fehér büszkeség támogatása vádjához vezettek. Bár magát „pro-szemita”ként jellemzi, Soros Györgyre és a zsidó közösségekre vonatkozó megjegyzései az Anti-Defamation League és a Fehér Ház elítélését váltották ki. Maga is bevándorlóként Musk a bevándorlási politikát okolja az illegális bevándorlásért, bevándorlásellenesnek tartják magát, és félrevezető narratívákat terjeszt a választási csalásokról.

## Politika és választások

### Amerikai

#### Donald Trump
Musk már 2016-ban, Trump első elnöki ciklusa előtt is bírálta őt,. és 2022-ben, valamint az azt követő években is viszályban álltak egymással. 2024-ben virágzott az, amit az Independent „a világ két leghatalmasabb embere közötti gyors és intenzív barátságnak” nevezett. 2025 februárjában Musk nyilvánosan kijelentette, hogy „heteroszexuális férfiként” szereti Trumpot, majd júniusban ismét viszályba keveredett az elnökkel.

##### 2022-es viszály
2022 júliusában Trump „szar művésznek” (bullshit artist) nevezte Muskot, és „romlottnak” minősítette Musk Twitterrel kötött szerződését. Musk azzal válaszolt, hogy Trumpot túl öregnek tartja az elnöki posztra, és inkább Ron DeSantis-t támogatja a 2024-es elnökválasztáson. Ezt követően Trump a Truth Socialon kijelentette, hogy Musk a Fehér Házba jött, hogy támogatást kérjen szubvencionált projektekhez, és ha megkérték volna, hogy könyörögjön, „megtenné”. Trump a Truth Socialon azt is elmondta, hogy „Most Elonnak arra kellene koncentrálnia, hogy kijusson a Twitter-káoszból, mert 44 milliárd dollárral tartozhat valamiért, ami talán értéktelen. Ráadásul nagy a verseny az elektromos autók terén!”
2022-ben, miután Trump Twitter-felfüggesztését visszavonták, Musk Isaacsonnak Trumpról azt mondta, hogy „ő zavaró tényező. Ő a világbajnok a baromságokban”. 2024-ben a New York Magazine az elmúlt néhány év viszályát „hol fel, hol le” jellemezte..

## Tudomány és technológia

### Nemzetközi Űrállomás
2025 februárjában Musk a Fox News Sean Hannity-vel készített interjújában azt állította, hogy a Nemzetközi Űrállomás (ISS) legénységének tagjai, Suni Williams és Butch Wilmore „politikai okokból maradtak ott fenn, ami nem jó”. Ezt az állítást Andreas Mogensen, az ISS volt parancsnoka cáfolta, ami miatt Musk Mogensen-t „idiótának” és „teljesen retardáltnak” nevezte. Mogensen így válaszolt a támadásra: „Elon, régóta csodállak téged és azt, amit elértél, különösen a SpaceX-nél és a Teslánál. Te is pontosan tudod, hogy Butch és Suni a Crew-9-cel térnek vissza, ahogyan azt tavaly szeptember óta tervezték. Még most sem küldesz mentőhajót, hogy hazahozd őket. Ők a Dragon kapszulával térnek vissza, amely tavaly szeptember óta az ISS-en van.” Mogensen megkapta társai, Mark Kelly és Scott Kelly űrhajósok támogatását, Musk pedig azzal válaszolt, hogy Mogensen „annak ellenére támadta meg, hogy fogalma sincs arról, mi történt VALÓJÁBAN”, és az X-en Scott Kellynek írt: „Egyébként a testvéred azt állítja, hogy független, de csak egy demokrata párt támogató.” Musk téves állítását, miszerint Williams és Wilmore-t a Biden-kormány hagyta cserben, Trump elnök is megismételte.
A digitális vita után Musk azzal érvelt, hogy az ISS-t korábban kellene a pályáról eltávolítani, és a forrásokat a Mars-kutatásra kellene átirányítani. Musk tisztázta, hogy véleménye szerint „a döntés az elnöké, de én azt javaslom, hogy minél hamarabb történjen meg. Javaslom, hogy két év múlva.”

### Mars
Musk régóta támogatja az űrkolonizációt, különösen a Mars kolonizációját. Már 2001-ben Elon csatlakozott a nonprofit Mars Society szervezethez, és többször is szorgalmazta, hogy az emberiség gyarmatosítsa a Marsot, hogy interplanetáris fajjá váljon és csökkenjen az emberiség kihalásának kockázata. 2002-ben kilépett a szervezetből, és saját kezdeményezéseire kezdett koncentrálni, majd később elképzelte, hogy közvetlen demokráciát hoz létre a Marson, olyan rendszerrel, amelyben több szavazatra van szükség a törvények megalkotásához, mint azok eltörléséhez. Az emberi népesség csökkenése miatt aggódva Musk leírta, hogy „több-bolygós civilizációvá” válunk. Musk a Mars kolonizálásának okaként a Nap tágulását is megemlítette.

### Katonai technológia
Musk nagyon kritikus volt az F-35 programmal kapcsolatban. Általában is kritikus volt a pilóta nélküli repülőgépekkel kapcsolatban, kijelentve, hogy „a vadászgépek korszaka lejárt” az Air & Space Forces Association 2020-as légi hadviselési szimpóziumán, és azt írta, hogy „a pilóta nélküli vadászgépek amúgy is elavultak a drónok korában. Csak a pilóták életét fogják veszélyeztetni.”

### Tömegközlekedés
A 2017 decemberében megrendezett Neurális Információfeldolgozó Rendszerek Konferenciája keretében tartott Tesla rendezvényen Musk csalódottságát fejezte ki a tömegközlekedéssel kapcsolatban, és az időzítést és a helyszíneket hozta fel okként arra, hogy „senki sem szereti”, ami szerinte az oka annak, hogy az emberek inkább az „egyéni közlekedést” részesítik előnyben.
Ezt követően elutasította egy hallgatósági tag válaszát, miszerint Japánban a tömegközlekedés hatékonyan működik. Megjegyzései széles körű kritikát váltottak ki mind a nyilvánosság, mind a közlekedési szakértők részéről. A városi tervezés szakértője, Brent Toderian elindította a #GreatThingsThatHappenedonTransit hashtagot, amelyet a Twitter-felhasználók széles körben átvettek, hogy eloszlassák Musk azon elképzelését, miszerint mindenki utálja a tömegközlekedést. Yonah Freemark, városi tervező és újságíró, aki a tervezésre és a közlekedésre specializálódott, összefoglalta Musk véleményét a tömegközlekedésről, mint szörnyűségről.
Jarrett Walker, tömegközlekedési szakértő szerint „Musk idegenekkel való térmegosztás iránti gyűlölete olyan luxus (vagy patológia), amelyet csak a gazdagok engedhetnek meg maguknak”, utalva arra az elméletre, hogy egy város tervezése egy kisebbség preferenciái alapján olyan eredményt hoz, amely általában nem működik a többség számára. Musk „Te egy idióta vagy” válasszal reagált, majd pontosította: „szentimentális idióta”. A vita jelentős médiafigyelmet kapott, és Nobel-díjas Paul Krugman is bírálta a vitát.

### Közösségi média
2023 áprilisában Musk kijelentette, hogy ellenzi a TikTok betiltását az Egyesült Államokban, bár azzal érvelt, hogy a tilalom növelné a Twitter aktív felhasználóinak számát. 2024-ben Musk ellenezte az ausztrál terveket, amelyek szerint bírságot szabnának ki azokra a közösségi média oldalakra, amelyek téves információkat tesznek közzé platformjaikon, és korlátoznák a 16 év alattiak közösségi média hozzáférését. Musk szerint ez „úgy tűnik, mintha hátsó ajtón keresztül akarnák ellenőrizni az ausztrálok internet-hozzáférését”.

### Wikipédia
2019-ben Musk „őrültnek” nevezte a róla szóló Wikipédia-cikket, és azt „háborús övezetnek” írta le. 2020-ban arra buzdította Twitter-követőit, hogy „töröljék” az oldalt, ami oda vezetett, hogy a cikket védetté nyilvánították.. 2022 áprilisában Musk a következő tweetet írta: „Azt mondják, hogy a történelmet a győztesek írják, de a Wikipédián nem, ha a vesztes fél még él és rengeteg ideje van!” Ezzel a Tesla, Inc. társalapítója, Martin Eberhard cikkére utalt.
Musk a 2022. decemberi Twitter-felfüggesztések Wikipedia-bejegyzésére úgy reagált, hogy kijelentette, az oldal „az MSM [mainstream média] irányítása alatt áll”, és ez miatt megbízhatatlan. Válaszul a Wikimédia Alapítvány megváltoztatta a adományokért szóló üzenetét „A Wikipedia nem eladó” feliratra, kijelentve, hogy „nincs veszélye annak, hogy valaki megvásárolja a Wikipédiát, és személyes játszóterévé alakítsa”.
2023 októberében Musk kritizálta a Wikipédiát, mondván, hogy „lényegében hierarchikus” és „a magasabb rangú szerkesztők elfogultságának van kitéve”. A Wikipedia finanszírozási felhívására válaszul Musk 1 milliárd dolláros finanszírozást ajánlott fel, ha a Wikipedia nevét „Dickipedia”-ra változtatják. 2024 októberében Musk kijelentette, hogy a weboldalt „szélsőbaloldali aktivisták irányítják”, elriasztotta az adományozást, és a „woke mind vírus” kifejezéssel jellemezte az online enciklopédiát.
2025 januárjában Musk a Wikipedia „finanszírozásának megszüntetését” szorgalmazta, és „hagyományos médiapropagandának” nevezte, miután Wikipédia-cikkét úgy szerkesztették, hogy leírja az állítólagos „náci tisztelgést”, amelyet Donald Trump második beiktatása utáni beszédében tett. A Wikipédia társalapítója, Jimmy Wales így válaszolt: „Ha Elon segíteni akart volna, akkor arra ösztönözte volna a vele egyetértő kedves és átgondolt értelmiségieket, hogy vegyenek részt.” A Le Monde és az Agence France-Presse a Wikipédiát „X természetes ellenségének” nevezte:

„Bár Musk Wikipédia iránti ellenszenve külsőleg a kézmozdulatra összpontosul, a Wikipédia ténybeli semlegességre törekvése természetes ellenségévé teszi X-nek, egy platformnak, amely egyre inkább egyet jelent a heves kulturális háborúk, a gyűlöletbeszéd és a dezinformáció szinonimájával. A Wikipédia és a média általában – amelyet Musk egyre inkább bírál – szintén fenyegetést jelent, mivel felelősségre vonja őt, miközben ő az amerikai politika középpontjába tolja magát.”

2025 márciusában Margaret Talbot cikket írt a The New Yorkerben a témáról: „Elon Musknak is problémája van a Wikipédiával”. Talbot összekapcsolta Musk dokumentált téves információk terjesztését és a „mainstream média” elleni támadásait a „radikális jobboldali populizmus” iránti csodálatával, hivatkozva arra, hogy egy tanulmány hogyan hozta összefüggésbe az ilyen konzervatív nézeteket a „téves információk terjesztésének hajlamával”:

„De az utóbbi időben Musk sérelmei összeolvadtak a jobboldalon általánosan elterjedt meggyőződéssel, hogy a Wikipédia... elfogult a konzervatívokkal szemben... [Egy tanulmány megállapította, hogy] más politikai mozgalmakhoz képest a „radikális jobboldali populizmus” – amelyhez Musk, a német ultranacionalista AfD párt iránti csodálatával, úgy tűnik, vonzódik – „a legerősebb meghatározó tényező a téves információk terjesztésének hajlamában”. A „mainstream média és hasonló intézmények iránti bizalmatlanság” és a „demokráciát képviselő intézmények iránti ellenséges magatartás” voltak a fő motiváló tényezők.
”

## Összeesküvés-elméletek
2022 novemberében Musk megosztott egy jobboldali álhír-weboldalt, amely összeesküvés-elméletet terjesztett Paul Pelosi elleni támadásról. A következő évben, egy texasi outlet-központban történt tömeggyilkosságot követően Musk alaptalanul megkérdőjelezte az újságírók által összegyűjtött bizonyítékokat a lövöldöző politikai meggyőződéséről, és az eseményt „pszichológiai hadműveletnek” nevezte. Musk 10 nappal később egy CNBC-interjúban még inkább megerősítette, hogy nem fogadja el azt a bizonyítékot, miszerint a lövöldöző fehér felsőbbrendűséget hirdető személy volt. Musk emellett megosztott egy tweetet, amely az adrenokrómmal kapcsolatos antiszemita vérvád-összeesküvés-elméletet népszerűsítette, amelyet gyakran emlegetnek a QAnon részeként.
2023 novemberében Musk támogatta egy tweetet, amely egy antiszemita összeesküvés-elméletre utalt, miszerint „kisebbségek hordái” szivárognak be a nyugati országokba, és a zsidók a fehérek elleni gyűlöletet szítják. A Fehér Ház „elfogadhatatlannak” minősítette Musk tweetjének támogatását. Megosztott egy mémet is, amely a széles körben hiteltelen, szélsőjobboldali Pizzagate összeesküvés-elméletet népszerűsítette, és néhány óra múlva Musk törölte a tweetet.
2025-ben Musk népszerűsítette az oroszok 2016-os választásokba való beavatkozásáról szóló orosz vizsgálat eredetének összeesküvés-elméletét.

## Pénzügyek és adók
Musk ellenezte a javasolt vagyonadót, és kijelentette, hogy általában támogatja az öröklési adót. Ellenzi a Grantor Retained Annuity Trusts-t is. 2024-ben Musk a brit kormány javaslatát, amely szerint meg kell emelni az egymillió font feletti értékű farmokra kivetett öröklési adót, „teljesen sztálinistának” nevezte. Musk ellenzi a shortolást, többször is bírálta ezt a gyakorlatot, és azt állította, hogy illegálisnak kellene lennie. A közösségi médián keresztül vitába szállt a shortolás kritikusával, és a Tesla termékeket használta arra, hogy kigúnyolja azokat, akik shortolják a Tesla részvényeket.
A megújuló energia támogatásának témájában Musk kijelentette, hogy nem hiszi, hogy az amerikai kormánynak támogatást kellene nyújtania a vállalatoknak, hanem inkább szén-dioxid-adót kellene alkalmaznia, hogy az éghajlatváltozás negatív externáliáit beárazza és visszatartsa a rossz magatartást. Musk úgy véli, hogy a szabad piac hozná meg a legjobb megoldást, és hogy a környezetkárosító járművek gyártásának következményekkel kell járnia. Musk ellenezte az Infrastructure Investment and Jobs Act (Infrastruktúra-beruházási és munkahelyteremtési törvény) töltőállomások finanszírozását, és azt állította, hogy az olaj- és gázszubvenciókat is meg kell szüntetni. Bernie Sanders vermonti szenátor cáfolta Muskot, és képmutatásnak nevezte, hogy „milliárdokat kapott vállalati támogatásként”, majd ellenezte a 2 billió dolláros ösztönző csomagot, amely bizonyos vállalatok és érdekcsoportok számára tartalmazott rendelkezéseket. Musk ezt követően megerősítette álláspontját, és az elektromos autók vásárlói számára biztosított 7500 dolláros adókedvezmény megszüntetését szorgalmazta.